# 314年
| 千纪： | 1千纪                                                                                           |
| 世纪： | 3世纪 \| 4世纪 \| 5世纪                                                                         |
| 年代： | 280年代 \| 290年代 \| 300年代 \| 310年代 \| 320年代 \| 330年代 \| 340年代                       |
| 年份： | 309年 \| 310年 \| 311年 \| 312年 \| 313年 \| 314年 \| 315年 \| 316年 \| 317年 \| 318年 \| 319年 |
| 纪年： | 甲戌年（狗年）；西晋建兴二年；成汉玉衡四年；前赵嘉平四年                                        |

## 大事记
- 石勒正式進兵攻打王浚，攻陷幽州治所薊縣，命將領王洛生押解王浚到襄國處斬。
- 成漢南得漢嘉、涪陵二城。
- 晉愍帝任命張軌為侍中、太尉、涼州牧。同年，張軌病逝，張寔繼任了涼州牧一職。

## 出生
- 李期，字世運，是十六國時期成漢政權的皇帝。為李雄第四子。

## 逝世
- 王浚，太原晉陽人。西晉驃騎將軍王沈之子，自己亦是西晉重要將領，長駐北方疆土並與北方邊族交往頻繁。但永嘉之亂後生不臣之心，亦與段部鮮卑交惡，最終被石勒所敗。
- 張軌，前涼政權奠定者